# Церич, Лариса
Лариса Церич (босн. Larisa Cerić; род. 26 января 1991, Травник, Босния и Герцеговина) — боснийская дзюдоистка, бронзовый призёр чемпионата мира, призёр чемпионатов Европы (2014, 2017, 2018).

## Биография
На крупных международных соревнованиях выступает с 2009 года. В 2014 году Церич стала вице-чемпионкой Европы в весовой категории от 78 килограмм.
В 2016 году участвовала на Летних Олимпийских играх 2016 года в бразильском Рио-де-Жанейро. Однако, на них Церич выступила крайне неудачно. В первой же схватке боснийка уступила тунисской дзюдоистке Ниэль Шейх Руу и прекратила выступления.